# Drusus bolivari
Drusus bolivari är en nattsländeart som först beskrevs av Mclachlan 1880.  Drusus bolivari ingår i släktet Drusus och familjen husmasknattsländor. Inga underarter finns listade i Catalogue of Life.